# Raw Power (The Stooges)
| Recensione     | Giudizio |
| -------------- | -------- |
| Ondarock       |          |
| AllMusic       |          |
| Piero Scaruffi |          |
| Rolling Stone  |          |
| Sputnikmusic   |          |

Raw Power è il terzo album della band statunitense The Stooges, pubblicato nel 1973 dalla Columbia Records e ristampato su compact disc per la prima volta nel 1988.
Uscito a tre anni di distanza da Fun House e accreditato a Iggy and the Stooges, l'album si rivelò un insuccesso commerciale e solo col passare degli anni è stato rivalutato, tanto da essere oggi considerato un disco fondamentale per lo sviluppo del movimento punk rock. Artisti dall'orientamento musicale diverso come Kurt Cobain e Cee Lo Green hanno spesso citato Raw Power come il loro album preferito, mentre Steve Jones dei Sex Pistols ha affermato di aver imparato a suonare la chitarra ascoltando proprio quest'album.
Nel 2010 gli Stooges hanno eseguito tutti i brani dell'album durante due dei concerti della serie Don't Look Back, promossi dall'organizzazione All Tomorrow's Parties, a Londra nel mese di maggio e a New York nel mese di settembre.
Raw Power si trova al 128º posto nella lista dei 500 migliori album della rivista Rolling Stone, all'80º posto in quella di New Musical Express, al 98º posto nella classifica dei 100 migliori album di sempre della rivista Mojo e al 90º nell'analoga classifica di The Guardian.

## Il disco
(Iggy Pop)
La genesi di Raw Power si può far risalire al settembre 1971, quando Iggy Pop incontrò per la prima volta David Bowie. Gli Stooges si erano appena sciolti e Iggy era considerato da molti come un artista dall'energia ormai esaurita. Nel febbraio 1972, all'inizio dello Ziggy Stardust Tour, Bowie persuase il suo manager Tony Defries a farlo venire a Londra per incidere un album e circa sei mesi dopo Iggy si presentò davanti ai giornalisti in una conferenza stampa al Dorchester Hotel.
Il cantante coinvolse nel progetto il chitarrista James Williamson e decise di riformare gli Stooges con Ron Asheton che passò al basso in sostituzione di Dave Alexander. Entrata nell'entourage di MainMan, la compagnia di Defries, la band firmò un contratto di due anni con la Columbia Records e ad agosto cominciò a registrare una nuova serie di canzoni negli studi londinesi della CBS. Quando Defries ascoltò il risultato rimase inorridito: «Andò fuori di testa» ricordò in seguito Iggy, «era tutto troppo violento per poter essere associato con David!» Il manager decise che, ad eccezione di Search and Destroy e del ritornello di Shake Appeal, la band doveva ricominciare da capo.

### Produzione
L'album venne co-prodotto da Iggy e Bowie, anche se l'unico diretto coinvolgimento di quest'ultimo fu nella fase di mixaggio che portò a termine il 24 e 25 ottobre 1972 agli Hollywood Western Sound Studios. In realtà, la mancanza di esperienza di Iggy Pop in fase di registrazione aveva lasciato pochissime possibilità di mixaggio: «Portò un nastro a 24 tracce» raccontò Bowie nel 1991, «aveva il gruppo su una traccia, la chitarra solista su un'altra e lui in una terza. Delle 24 tracce ne erano state utilizzate soltanto tre. Disse "Vedi che puoi fare con questo" e io risposi "Jim, qui non c'è niente da mixare", perciò ci limitammo semplicemente ad alzare e abbassare il volume della voce».
Sempre a proposito della produzione, Iggy Pop ha ricordato più avanti: «David ascoltava ogni cosa e ne discuteva con me, io gli davo ciò di cui pensavo avesse bisogno, lui lo poneva nella sua prospettiva e aggiungeva alcuni tocchi. Gli piacevano le novità tecnologiche, così c'era una cosa chiamata Time Cube a cui potevi fornire un segnale... e quando il suono usciva aveva una sorta di effetto eco. Usò questo effetto con la chitarra in Gimme Danger e la batteria in Your Pretty Face Is Going To Hell. Il suo concetto era, "Siete così primitivi, il vostro batterista dovrebbe suonare come se stesse battendo su un tronco d'albero!" Non venne fuori un cattivo lavoro... Sono molto orgoglioso dell'eccentrico, originale piccolo disco che venne fuori».

### Uscita e accoglienza
Raw Power venne pubblicato negli Stati Uniti nel febbraio 1973 e non andò oltre il 52º posto della classifica di Billboard. Nel Regno Unito uscì nel mese di giugno ma nella Official Albums Chart sarebbe entrato solo con la riedizione del 1977, raggiungendo il 44º posto.
Dall'album venne estratto il singolo Search and Destroy, con Penetration come lato B, che
uscì l'8 giugno 1973 negli Stati Uniti. La title track venne invece pubblicata come 45 giri in Giappone.
Il 7 dicembre 2018 è stato certificato disco d'oro nel Regno Unito dalla BPI.

## Tracce
Testi e musiche di Iggy Pop e James Williamson.
Lato A
1. Search and Destroy – 3:29
2. Gimme Danger – 3:33
3. Your Pretty Face Is Going to Hell – 4:54
4. Penetration – 3:41

Lato B
1. Raw Power – 4:16
2. I Need Somebody – 4:53
3. Shake Appeal – 3:04
4. Death Trip – 6:07

### Bonus disc dell'edizione del 2010
Testi e musiche di Iggy Pop e James Williamson.
Georgia Peaches (Live at Richards, Atlanta, Georgia, ottobre 1973)
1. Introduction – 0:22
2. Raw Power – 5:46
3. Head On – 9:14
4. Gimme Danger – 7:58
5. Search and Destroy – 7:25
6. I Need Somebody – 6:16
7. Heavy Liquid – 7:40
8. Cock in My Pocket – 3:54
9. Open Up and Bleed – 10:23
10. Doojiman (Outtake dalle sessioni di Raw Power) – 4:04
11. Head On (Dalla CBS Studios Rehearsal Tape) – 5:40

## Formazione
- Iggy Pop - voce, pianoforte
- James Williamson - chitarra
- Ron Asheton - basso, cori
- Scott Asheton - batteria

## Riedizioni
Raw Power è stato ripubblicato diverse volte a partire dal 1976 e nel 1988 è uscita la prima versione in compact disc.
Nel 1996 la Columbia Records invitò Iggy Pop a remixare l'intero album in vista di una nuova edizione rimasterizzata in CD. Il cantante inizialmente rifiutò e l'etichetta decise che sarebbe andata avanti ugualmente. Incoraggiato dai fans e dal fatto che dal 1993 esisteva comunque in commercio una versione del disco da lui remixato intitolata Rough Power, pubblicata dalla Bomp Records, e dato che lui stesso non era contento della prima ristampa su CD, alla fine accettò e il nuovo remix venne realizzato nei Sony Music Studios di New York e pubblicato il 22 aprile 1997.
James Williamson e Ron Asheton, chitarrista e bassista degli Stooges, hanno entrambi affermato di preferire il mix originale a quello di Iggy Pop, così come lo stesso David Bowie: «Ha una ferocia più tesa e più caos e, a mio modesto parere, rappresentava le radici del sound per quello che sarebbe diventato il punk».
Tra le varie riedizioni da ricordare soprattutto quella rimasterizzata del 2010 ("Legacy Edition") con il mix originale fatto da Bowie, distribuita con un CD bonus contenente 9 tracce live del periodo e 2 tracce risalenti alle sessioni del 1973 (è stata ristampata nel 2016). Lo stesso anno la Columbia pubblicò negli Stati Uniti anche un'edizione "Deluxe" con un terzo CD contenente outtakes, rarità e versioni alternative delle tracce dell'album, il DVD Search And Destroy e il vinile del singolo Raw Power uscito in Giappone nel 1973, oltre ad un booklet e alcune stampe fotografiche.
In occasione del Record Store Day del 21 aprile 2012, Raw Power è stato ripubblicato solo in doppio vinile in un'edizione limitata che includeva le edizioni rimasterizzate di entrambi i mix (quello originale del 1973 e il remix del 1997), un booklet di sedici pagine con citazioni della band, fotografie scattate da Mick Rock durante il concerto al King's Cross Cinema dell'estate 1972 e pezzi scritti da Kris Needs e Brian J. Bowe.